# Conciliu ecumenic
Conciliu ecumenic sau sinod ( σύνοδος în grecește, cuvânt format din particulele „împreună” și „cale”) ecumenic ori sobor a toată lumea este, pentru creștini, o adunare de episcopi, reprezentând un număr cât mai mare de biserici locale, pentru a dezbate învățături de credință sau orientări pastorale universal valabile.
Potrivit diferitelor biserici creștine, sunt recunoscute primele două (asirienii), primele trei (necalcedoneenii), primele patru (luteranii), primele șapte (ortodocșii) sau toate cele douăzeci și una de sinoade ecumenice (catolicii).

## Primele șapte concilii (sinoade) ecumenice
- I. Primul conciliu de la Niceea, (325): condamnă doctrina lui Arie. Conciliul a stabilit învățătura trinitară a Bisericii, formulând forma scurtă a crezului creștin (simbolul niceean).

- II. Primul conciliu de la Constantinopol, (381): a extins crezul creștin prin articolele 9-12 din simbolul niceno-constantinopolitan, articole valabile până în prezent în Biserica Romano-Catolică și în Bisericile Ortodoxe Răsăritene.

- III. Conciliul de la Efes, (431): condamnă nestorianismul și adoptă titlul de „Născătoare de Dumnezeu” (gr. Theotokos) pentru Maria din Nazaret.

- IV. Conciliul de la Calcedon, (451): condamnă doctrina lui Eutihie din Constantinopol (monofizismul), și afirmă două firi în Iisus. Se retușează simbolul niceno-constantinopolitan. Acest conciliu, precum nici următoarele, nu este recunoscut de bisericile vechi orientale.

- V. Al doilea conciliu de la Constantinopol, (553): se reafirmă unele declarații ale conciliilor anterioare, se condamnă noile teze ariene, nestoriene și monofizite, se condamnă toate tezele anterioare referitoare la pre-existenta sufletului, se condamnă toate tezele anterioare referitoare la creație (tohu-wabohu), se condamnă toate tezele anterioare referitoare la ierarhiile îngerești și demonice. Deciziile acestui conciliu au întâlnit mare rezistență, dar până la cel de-al treilea conciliu de la Constantinopol majoritatea opozanților au fost convinși să le accepte. Însă unele dovezi ale pre-existenței sufletului au fost omise, ele se găsesc încă în Evangheliile acceptate de către acest conciliu.

- VI. Al treilea conciliu de la Constantinopol, (660-681): condamnă monotelismul, afirmă că Christos are două voințe: una dumnezeiască și una omenească.

- VII. Al doilea conciliu de la Niceea, (787): reintroduce cultul icoanelor și pune capăt iconoclasmului.

## Următoarele concilii (sinoade) ecumenice
- VIII. Al patrulea conciliu de la Constantinopol, (869-870). Înlăturarea din funcție a patriarhului Fotie al Constantinopolului. Depunerea nu a fost recunoscută de bisericile răsăritene. Acest conciliu, precum și următoarele nu sunt recunoscute de Bisericile ortodoxe, ci doar de Biserica Catolică.
- IX. Primul conciliu de la Lateran, (1123)
- X. Al doilea conciliu de la Lateran, (1139)
- XI. Al treilea conciliu de la Lateran, (1179)
- XII. Al patrulea conciliu de la Lateran, (1215)
- XIII. Primul conciliu de la Lyon, (1245)
- XIV. Al doilea conciliu de la Lyon, (1274)
- XV. Conciliul de la Vienne (Franța), (1311-1312)
- XVI. Conciliul de la Constanța (sau Konstanz), (1414-1418) încheierea Schismei apusene și adoptarea conciliarismului. Au participat și reprezentanți ai Țării Românești și ai Moldovei
- XVII. Conciliul de la Basel, Ferarra și Florența, (1431-1445); unirea șubredă, pentru puțin timp, a bisericilor răsăritene cu Roma. Va urma și o împăcare cu câteva biserici necalcedoneene.
- XVIII. Al cincilea conciliu de la Lateran (1512-1517): încercări de reformare a Bisericii.
- XIX. Conciliul de la Trento, (1545-1563, cu întreruperi): reacție la învățăturile Reformei protestante; reforma din interior a Bisericii (Contrareforma).
- XX. Conciliul Vatican I, 1870: infailibilitatea papală
- XXI. Conciliul Vatican II, (1962-1965); reforma liturghiei în ritul latin și a liturgicii; introducerea limbilor vorbite în cult; decrete pastorale despre natura Bisericii și despre legăturile sale cu lumea modernă; teologia părtășiei, studiul biblic, ecumenism.

## Realitatea istorică a conciliilor
Întrucât toate elementele teologiilor aflate în conflict erau chestiuni de credință, există opinia că învingătorii au prevalat prin simpla putere de convingere retorică, teroare sau violență fizică  (argument părtinitor) , întrucât nici una dintre aripile în dispută nu putea demonstra că are dreptate bazându-se pe logică sau dovezi faptice, istorice  - se consideră astfel că din partizanat religios sau pur și simplu din necesitatea politică și pragmatică de a păstra ordinea, împărații impuneau prin forța brută opinia unei tabere în dispută; așa a procedat de exemplu împăratul Marcian la Sinodul ecumenic de la Calcedon (451 e.n.), când a impus cu forța armată  dogma unității de persoană a lui Iisus dar a dualității sale de natură (umană și divină); la primul Sinod ecumenic, anume cel de la Niceea din 325 e.n. (când s-a adoptat Crezul în vigoare și azi), împăratul Constantin a fost acela care „a prezidat adunarea și tot el a fost acela care a spus ce trebuie să fie votat la acest sinod, și tot împăratul a fost cel care a hotărât ce poziție trebuie luată de către sinodali față de această învățătură.” dar implicarea arbitrară a împăraților depășește cazuistica acestor 2 exemple sus-citate.
Conform lui Bart Ehrman, Constantin considera disputa despre Sfânta Treime drept o prostioară teologică împiedicând unificarea imperiului și nu dorea altceva decât unitatea creștinismului.
„Alături de talent, cunoaștere și virtute se aduna acolo la Sinoade și ignoranța, intriga, patimile părtinirii ce erau deja aprinse la toate părțile în dispută de lungile controverse anterioare, și care acum se întâlneau și se așezau pe poziții de luptă ca niște armate ostile gata de luptă deschisă.”—Dr. Philip Schaff, History of the Christian Church
„Ar fi fost de așteptat ca creștinismul să nu apară în nici o altă ipostază într-o mai mare maiestuozitate impunătoare decât la Sinoadele ecumenice, întruniri care se presupune că strâng din toate colțurile lumii cei mai eminenți prelați și cei mai distinși clerici; că o pioșenie elevată și senină va fi guvernat lucrările acestor adunări și că o profundă și imparțială cercetare va fi epuizat orice subiect în dezbatere; că patimile omenești și interesele meschine vor fi stat rușinate și umile în fața măreței adunări; că simplu, simțul propriei lor demnității sau măcar dorința de a lăsa fraților lor întru credință o bună impresie prin solemnitatea și seriozitatea credinței lor, va fi exclus absolut toate excesele de comportament și limbaj. Istoria ne arata însă melancolic exact inversul: Nicăieri nu este creștinismul mai puțin atractiv, și dacă ținem seama de tonul și caracterul obișnuit al lucrărilor, mai lipsit de autoritate decât în Sinoadele ecumenice ale bisericii. În general acestea se prezintă sub forma unei ciocnirii feroce a două facțiuni rivale, din care nici una nu cedează dar care amândouă mărturisesc împotriva propriei convingeri și credințe. Intriga, nedreptatea, violența, liberul arbitru, decizia impusă dar nu consimțită, hotărârile luate cu forța, acea forță a unei majorități turbulente și zgomotoase, deciziile luate pe baza ovațiilor sălbatice mai degrabă decât pe baza cercetării sobre, demisiile de la bunul simț și comportamentul civilizat, scad onoarea și neaga rațiunea de a fi a cel puțin ultimelor Sinoade. [...] jubilări și veselie la blestemarea în chinurile Iadului a adversarului umilit, degenerarea și decăderea este rapidă începând cu Sinodul ecumenic de la Niceea la cel de la Efes, unde fiecare tabără a venit hotărâtă să folosească orice mijloace pentru a-și strivi adversarul, mergând de la precipitarea lucrărilor până la manevre în culise, de la influența ocultă până la mită și șantaj; a fost prezentă acolo încurajarea violenței mulțimii (dacă nu apelul deschis la violență) pentru influențarea deciziilor întrunirii; fiecare avea propria gloată de prostime violentă adusă de acasă pentru a-și sprijini punctul de vedere; și nici unul nu se dădea înapoi de la nici un mijloc pentru a obține împlinirea anatemelor și blestemelor lor către ceilalți, prin instigarea persecuției funestei stăpâniri a vremii.”—Henry Hart Milman, DD, History of Latin Christianity
„Ca să spun adevărul, înclin să mă feresc de orice adunare a episcopilor, pentru că până acum n-am văzut niciodată vreun Sinod care să se sfârșească cu bine sau care să alunge relele în loc să le crească. Pentru că la aceste întruniri (și nu cred că mă exprim prea aspru aici) arțăgoșenia de nedescris și ambițiile prevalează  [...] de aceea m-am retras și mi-am găsit liniștea sufletească în singurătate.”—Sf. Grigorie de Nazians, Ep. Ad. Procop., 55 vechea ordine
„La Calcedon apariția renumitului scriitor și istoric Teodoret a provocat o scenă care aproape involuntar ne amintește de actualele încăierări ale călugărilor greci și romano-catolici la Sfântul Mormânt, încăierări care au loc în ciuda prezenței intimidante a poliției turce (otomane). Oponenții egipteni ai lui Teodoret au strigat din toți rărunchii «Jos cu el, acest învățător al lui Nestor!» Cei din tabăra sa răspunseră cu egală violență: «Ne-au forțat la „Sinodul Tâlharilor” să semnăm sub ghionți și pumni, jos cu maniheiștii, dușmanii lui Flavius și dușmanii dreptei credințe! Jos cu ucigașul de Dioscor! Cine nu cunoaște faptele lui mârșave?» Episcopii egipteni strigară: «Jos cu evreul, cu dușmanul lui Dumnezeu, și nu-i ziceți ăluia episcop!» La care episcopii din cealaltă tabără strigară din nou: «Afară cu răsculații și zurbagii, afară cu criminalii! Drept-credincioșii își au locul la Sinod!» Armata a trebuit să intervină din nou pentru a ține în frâu adunarea.”—Dr. Philip Schaff, History of the Christian Church